# Adrian Davis
Adrian Davis – brytyjski polityk i dyplomata, gubernator Montserratu (2011-2015).
W dniu 8 kwietnia 2011 został zaprzysiężony na gubernatora Montserratu, zastępując na tym miejscu Petera Waterwortha. 8 lipca 2015 ustąpił z piastowanego stanowiska. Jego następczynią została Elizabeth Carriere.